# 黄果木生小煤炱
黄果木生小煤炱（学名：Meliola mammeicola）是属于小煤炱目小煤炱科小煤炱属的一种真菌，寄生在藤黄属植物上。该种分布于中国、刚果。